# Арган, Жан Робер
Жан Робе́р Арга́н (фр. Jean-Robert Argand) (18 июля 1768 — 13 августа 1822) — французский  математик-любитель швейцарского происхождения. В 1806 году, управляя книжным магазином в Париже, опубликовал идею геометрического представления комплексных чисел, известную сейчас как диаграмма Аргана. Позже ввёл термин «модуль комплексного числа» (1814—1815).

## Биография
Родился в Женеве, Швейцария. О его образовании почти ничего неизвестно. Поскольку в изучении математики он был самоучкой и не принадлежал ни к одной математической организации, то он, скорее всего, рассматривал математику как хобби, а не профессию.
В 1806 году с семьёй переехал в Париж и, управляя там книжным магазином, издал своё «Эссе о методе представления мнимых величин через геометрические построения» («Essai sur une manière de représenter les quantités imaginaires dans les construсtions géométriques»). В 1813 году оно было переиздано во французском журнале «Annales de Mathématiques».
В эссе обсуждался метод изображения в виде графика комплексных чисел через аналитическую геометрию. Темой комплексных чисел также занимались другие математики, особенно Карл Фридрих Гаусс и Каспар Вессель.
Одним из первых привёл строгое доказательство основной теоремы алгебры (1806).
Умер по неизвестным причинам 13 августа 1822 года в Париже.